# Proteus (película)
Proteus es una película del director canadiense John Greyson. Fue basada en un expediente judicial de principios del siglo XVIII de Ciudad del Cabo, que explora la relación romántica interracial entre dos prisioneros en Isla Robben, Sudáfrica, durante el siglo XVIII.
Aunque se estrenó en el Festival Internacional de Cine de Toronto 2003, su estreno en cines se pospuso hasta 2005.

## Sinopsis
Claas Blank (Rouxnet Brown) y Rijkhaart Jacobsz (Neil Sandilands) son prisioneros en Robben Island. Claas Blank cumplía una condena de 10 años por "insultar a un ciudadano holandés" y Rijkhaart era un marinero holandés condenado por cometer "actos antinaturales" con otro hombre. Ambos, inicialmente hostiles entre sí, forman una relación secreta, utilizando viajes a un tanque de agua privado para vincularse. Su relación tenía un componente racial, ya que Jacobsz era un holandés blanco, mientras que Blank era un khoi negro.
Fueron ejecutados por sodomía en 1735 mediante ahogamiento. La película termina con un extracto del discurso que pronunció Nelson Mandela en su audiencia de sentencia en 1964, antes de ser encarcelado en Robben Island.

## Elenco
- Rouxnet Brown como Claas Blank
- Shaun Smyth como Virgil Niven
- Neil Sandilands como Rijkhaart Jacobz
- Kristen Thomson como Kate
- Tessa Jubber como Elize
- Terry Norton como Betsy
- Adrienne Pierce como Tinnie (anunciada como Adrienne Pearce)
- Grant Swanby como Willer
- Brett Goldin como Lourens
- AJ van der Merwe como colono
- Deon Lotz como gobernador
- Jeroen Kranenburg como Scholz
- Andre Samuels como! Nanseb
- Johan Jacobs como prisionero de Nama
- Katrina Kaffer como Kaness
- Kwanda Malunga como Claas (cuando tenía 10 años)
- Illias Moseko como el abuelo de Claas
- Andre Lindveldt como Minstrel
- Peter van Heerden como soldado
- Jane Rademeyer como esposa de Niven
- Andre Odendaal como Floris
- Lola Dollimore como hija de Niven
- Robin Smith como Munster
- Colin le Roux como Hendrik
- Andre Rousseau como De Mepesche
- Edwin Angless como Hangman

## Recepción
Rotten Tomatoes le dio una calificación de audiencia del 86% de 87.
Dennis Harvey de Variety declaró que "tiene suficiente contenido erótico y exótico para ganar espectadores", pero "carece de una estética exuberante y una complejidad apasionada".
Calificándola con tres de cuatro estrellas, Ken Fox de TV Guide mencionó en su reseña que "los toques postmodernos nunca restan valor a lo que está en el corazón una historia de amor profundamente conmovedora".
Sin embargo, Dave Kehr en su reseña del New York Times la definió como "una película pesada, pretenciosa y derivada" y que había sido "adornada con secuencias de fantasía y juegos formales que distraen del núcleo dramático".